# Colonia el Mirador, Hidalgo
Colonia el Mirador är en ort i Mexiko.   Den ligger i kommunen Ixmiquilpan och delstaten Hidalgo, i den sydöstra delen av landet, 120 km norr om huvudstaden Mexico City. Colonia el Mirador ligger 1 807 meter över havet och antalet invånare är 709.
Terrängen runt Colonia el Mirador är kuperad åt sydost, men åt nordväst är den platt. Terrängen runt Colonia el Mirador sluttar västerut. Runt Colonia el Mirador är det ganska tätbefolkat, med 96 invånare per kvadratkilometer. Närmaste större samhälle är Ixmiquilpan, 6,2 km väster om Colonia el Mirador. Trakten runt Colonia el Mirador består till största delen av jordbruksmark.